# Hans-Peter Hund
Hans-Peter Hund (* 26. Oktober 1940 in Wurzen; † 26. Februar 2023 ebendort) war ein deutscher Maler und Grafiker, insbesondere Aquarellmaler.

## Leben
Hans-Peter Hund wurde als einziges Kind von Curt und Margarete Hund geboren. Sein Vater war Schleifer, seine Mutter war als gelernte Schneiderin als Apothekenhelferin tätig. Seine Erziehung in der Familie war religiös geprägt. Die Eltern weckten in dem Jungen schon früh eine tiefe Naturverbundenheit. Bereits in der Grundschule wurde er durch seinen Zeichenlehrer Rudolf Wiegand gefördert, welcher ihn in seiner Sonntagsschule gemeinsam mit den Oberschülern und anderen Lehrern vorrangig vor der Natur zeichnen ließ.
Nach Schulabschluss absolvierte er von 1955 bis 1958 bei einem Malermeister in Wurzen eine Lehre als Dekorationsmaler. Gleichzeitig belegte er an der Volkshochschule Kurse für figürliches Zeichnen und Schriftgestaltung. 1958/1959 arbeitete er als Schriftmaler bei der DEWAG in Wurzen. Von 1959 bis 1962 studierte er an der Fachschule für angewandte Kunst Potsdam. Der Besuch von Ausstellungen im nahen West-Berlin vermittelte ihm die Begegnung mit der neueren Malerei. Besonders beeindruckten ihn dabei die Künstler der „Brücke“, Henri Matisse, Marc Chagall, Georges Rouault und Paula Modersohn-Becker. Er besuchte Otto Niemeyer-Holstein auf Usedom und befreundete sich mit dem Dresdner Maler Hans Jüchser. Obwohl er als Maler und Grafiker Autodidakt war, entschied er sich für die Tätigkeit des freischaffenden Künstlers und ließ sich 1962 in seiner Heimatstadt nieder. Er war bis 1990 Mitglied des Verbands Bildender Künstler der DDR. Hundt hatte in der DDR und im Ausland eine bedeutende Zahl von Einzelausstellungen und Ausstellungsbeteiligungen, u. a. von 1967 bis 1988 an der VI. Deutschen Kunstausstellung und der VIII., IX. und X. Kunstausstellung der DDR in Dresden. Seine erste Einzelausstellung fand in der Kunsthandlung Kurt Engewald in Leipzig statt. 1967 in Berlin und 1970 in Halle wurden Ausstellungen von Hund geschlossen. Eine Ausstellungseröffnung 1981 durch Diether Schmidt in der Dresdner Galerie Nord wurde durch die Staatssicherheit mit einer fingierten Vorverlegung der Veranstaltung unterbunden.
Trotz der räumlichen Nähe zu Leipzig fühlte sich Hund stärker zur Kunstszene Dresdens hingezogen, bei der er sich mit mehreren Ausstellungen große Anerkennung verschaffen konnte. Die Zeitgenossenschaft und der zum Teil persönliche Umgang mit den älteren Dresdner Künstlern Albert Wigand, Otto Griebel, Curt Querner und Theodor Rosenhauer wurde wichtig für ihn. Mit dem Kunsthistoriker Diether Schmidt verband ihn eine enge persönliche Freundschaft. An Hunds Werken wurde durch staatliche Stellen und Parteifunktionäre immer wieder die „dunkle Farbigkeit“ beanstandet und ihm eine „pessimistische Weltsicht“ unterstellt.
Zur Zeit der Wende 1989 und abermals 1997 bis 2000 litt Hund unter schweren psychischen Krisen. Seither entstanden seine Arbeiten hauptsächlich auf den ausgedehnten Reisen in den Süden. Hund äußerte sich auch öffentlich zu lokalen Ereignissen in seiner Heimatregion.

## Werk
Über Jahre porträtierte er den Wurzener Straßenkehrer Wilhelm Freimark. Wiederholt kam es zu Schließungen von Ausstellungen und Entfernung von Bildern, weil seine schlichte Darstellungsweise nicht der Vorstellung der Funktionäre von einer sozialistischen Kunst entsprach. Zu Beginn seiner freischaffenden Tätigkeit organisierte er Vorträge zu kulturellen Themen in Wurzen. Nach den Auseinandersetzungen um seine Berliner Einzelausstellung im Jahr 1967 zog er sich mehr auf seine künstlerische Betätigung zurück. Ab 1979 entstanden über ein Jahrzehnt Aquarelle vom Himmel über der Leipziger Tieflandsbucht, die er bei schlechtem Wetter von einem Bauwagen am Stadtrand aus anfertigte. Die Aquarellmalerei wurde ihm immer wichtiger, neben den sehr lichten Bleistiftzeichnungen. Das letzte Ölgemälde entstand 1994.
Während einer offiziellen Studienreise nach Österreich fuhr er eigenmächtig weiter nach Venedig. Während längerer Arbeitsaufenthalte in Italien und Griechenland schärfte er seither seine Untersuchung des Lichtes und der Erscheinungen. Er bediente sich einer immer sparsameren Bildsprache, die das Licht zwischen verhaltenen Farbakzenten auf dem Papier festhält.
Hund gilt als einer der bedeutendsten Aquarellmaler der Gegenwart. Bereits 1977 schrieb der Direktor des Lindenau Museums Altenburg, Dieter Gleisberg: „Diese Stadt-Landschaften, menschenleer und doch pulsierend, kostbar gemalt in einer flüssigen Transparenz, reihen Hans-Peter Hund unter die wenigen wirklichen Meister des Aquarells.“ und 2015 „Auch als Aquarellist steht er in der langen Tradition, die mit Albrecht Dürer ihren Anfang nahm. ... Diese von Hans-Peter Hund souverän gemeisterte Malweise vermittelt seinen seit der Jahrtausendwende entstandenen Aquarellen einen ganz eigenen Klang und Stellenwert. Was die Gewissheit bestärkt: Ohne seinen Beitrag aus allen Phasen seines Werdegangs wäre die deutsche Aquarellkunst unserer Tage um eine wesentliche Stimme ärmer. ... Sie führte Hans-Peter Hund auf eine Höhe der Meisterschaft, die uns erlaubt, Dürers Eloge vom ‚gut Landschafter‘ aus voller Überzeugung auch auf ihn zu übertragen.“"

„Alle seine Landschaften tragen einen Hauch von Elegischem und lassen noch etwas von seiner Menschenscheu und Melancholie erahnen – Hund malt keine Menschen, selten Staffagen. Ganz allein an einem Fleckchen Erde, das ihm zum Malen gefiel, zeigt er die Ruhe mediterraner, urbaner Landschaft, nur hin und wieder eine barocke Kirchenfassade, seltenst einen Hafen oder gar eine Bucht mit Industrieanlagen.“

Im März 2020 kaufte der Kulturbetrieb Wurzen, ein Tochterunternehmen der Stadt Wurzen, sechs Werke von Hans-Peter Hund und ehrte damit den Sohn der Stadt zu seinem bevorstehenden 80. Geburtstag. Erworben wurden vier Gemälde (Porträt Wilhelm von 1969, es zeigt Wurzens Straßenkehrer Wilhelm Freimark; Porträt eines alten Mannes von 1976; Porträt Der alte Schubert von 1968; Gemälde Wurzener Fabrik im Winter von 1966) und zwei Aquarelle (Blick über die Dächer von 1975; Blick über die Dächer von 1976) für insgesamt 27.000 Euro.

## Trivia
In seiner Erzählung Die ersten Tage (Edition Toni Pongratz, Hauzenberg, 2007) gestaltete der aus Wurzen gebürtige Dichter Jörg Bernig zwei Künstlerfreunde in einer Kleinstadt, in denen nach Meinung der Rezensenten die Stadt Wurzen und infolgedessen der Maler Hans-Peter Hund sowie die eigentümliche Beziehung beider zueinander wiedererkennbar sind. „Denn er war ein Künstler. Dieses Wort wurde ausgesprochen, als wäre es aus einem Sud gefischt worden, in dem man Nachsicht, Stolz, Bewunderung, Unverständnis und Verachtung zusammengerührt hatte. Manches sah man ihm nach, manches gestand man ihm zu, wenn auch nicht immer ohne Neid. Seinem Freund dem Maler, erging es nicht anders. Nur daß bei ihm auch Mitleid hinzukam, denn im Unterschied zu den Bildern, die er malte, durfte er selbst nicht zu den Ausstellungen nach Frankreich, nach Italien oder nach Holland reisen. (…) Manchmal sah man ihn, wie er, die Hände hinter dem Rücken übereinandergelegt, durch die Stadt streifte, ein Maler eben, Cordhose, weiter schwarzer Mantel, schwarze Baskenmütze. Aber wenn er am Fenster stehe und beobachte, wie seine verschnürten Bilder in einen Lieferwagen gepackt würden, um in die außer Landes liegende Welt zu gelangen, dann tue er einem schon leid.“ (S. 35 ff)

## Ausstellungen (Auswahl)

### Einzelausstellungen
- 1962: Kunsthandlung Kurt Engewald, Leipzig
- 1963: Buchhandlung „Buch und Kunst“ Wurzen
- 1967: Haus des Lehrers, Berlin
- 1973: Klub der Intelligenz Leipzig
- 1975: Leonhardi-Museum Dresden
- 1975: Galerie am Sachsenplatz Leipzig
- 1975/1976: Staatliches Lindenau-Museum Altenburg
- 1976: Rossendorf, Zentralinstitut für Kernforschung
- 1977: Kleine Galerie des Otto-Grotewohl-Klubs Hoyerswerda
- 1981: Galerie Nord, Dresden
- 1983: Staatliche Galerie Moritzburg Halle
- 1990/1991: Museum der bildenden Künste Leipzig
- 2002: Städtische Galerie Wurzen
- 2003: Sparkasse Delitzsch (Preisträgerausstellung zum Gellert-Preis)
- 2007: Literaturmuseum „Theodor Storm“ Heiligenstadt
- 2010: Galerie am Sachsenplatz, Leipzig
- 2010: Kunstverein Panitzsch bei Leipzig
- 2015: Städtische Galerie Wurzen
- 2020: Akanthus Galerie, Westwerk, Leipzig[13]
- 2023: Hans-Peter Hund – Meister der Stille. Aquarelle. Akanthus Galerie, Westwerk, Leipzig, 3. Dezember 2022 bis 4. März 2023[14]

### Ausstellungsbeteiligungen
- 1965: Leonhardi-Museum Dresden
- 1989: Erste Quadriennale Zeichnungen der DDR, Museum der bildenden Künste Leipzig§
- 2006: „Kunstbrücke II“, Rathausgalerie Grimma
- 2020: „aquarell. Eine künstlerische Technik großer Traditionen und des Niedergangs im Kitsch der Dilettanten kehrt zurück.“ Neue Sächsische Galerie Chemnitz, 7. April – 6. September

## Preise
- 2003: Gellert-Preis